# NGC 6027C
NGC 6027C је спирална галаксија у сазвежђу Змија која се налази на NGC листи објеката дубоког неба.
Деклинација објекта је + 20° 44' 52" а ректасцензија 15h 59m 11,8s. Привидна величина (магнитуда) објекта NGC 6027 износи 15,3 а фотографска магнитуда 16,0. NGC 6027C је још познат и под ознакама UGC 10116, MCG 4-38-7, CGCG 137-10, 7ZW 631, VV 115, HCG 79D, KUG 1556+208, Seyfert Sextet, PGC 56578.